# Decetia pallidaria
Decetia pallidaria är en fjärilsart som beskrevs av Arnold Pagenstecher 1888. Decetia pallidaria ingår i släktet Decetia och familjen Uraniidae. Inga underarter finns listade i Catalogue of Life.